# Virslīga 2023
La Virslīga 2023 fue la edición número 32 de la Virslīga, la primera división del fútbol de Letonia, también llamada División Superior de Letonia. La temporada comenzó el 11 de marzo y culminó el 11 de noviembre. El Valmiera fue el campeón defensor, mientras que el RFS consiguió su segundo título en la competición.

## Sistema de competición
Los diez equipos participantes jugaron entre sí todos contra todos cuatro veces totalizando 36 partidos cada uno, al término de la jornada 36 el primer clasificado obtuvo un cupo para la primera ronda de la Liga de Campeones 2024-25, mientras que el segundo y tercer clasificado obtuvieron un cupo para la primera ronda de la Liga Europa Conferencia 2024-25.
Un tercer cupo para la segunda ronda de la Liga Europa Conferencia 2024-25 fue asignado al campeón de la Copa de Letonia.

## Ascensos y descensos
| Pos. | Descendidos de Virslīga 2022 |
| ---- | ---------------------------- |
| 8.º  | Spartaks Jūrmala             |

| Pos. | Ascendidos de Primera Liga 2022 |
| ---- | ------------------------------- |
| 1.º  | Jelgava                         |

## Equipos participantes
| Club       | Ciudad     | Estadio                     | Capacidad |
| ---------- | ---------- | --------------------------- | --------- |
| Auda       | Kekava     | Audas stadions              | ?         |
| Daugavpils | Daugavpils | Celtnieks Stadium           | 4070      |
| Jelgava    | Jelgava    | Zemgales Olimpiskais Centrs | 2200      |
| Liepāja    | Liepāja    | Daugava Stadium             | 5008      |
| Metta      | Riga       | Hanzas vidusskolas laukums  | 2000      |
| Riga       | Riga       | Skonto Stadium              | 8207      |
| RFS        | Riga       | Stadions Arkādija           | 1000      |
| Super Nova | Olaine     | Olaines pilsētas stadions   | ?         |
| Tukums     | Tukums     | Tukuma pilsētas stadions    | ?         |
| Valmieras  | Valmiera   | J. Daliņa stadions          | 2000      |

## Tabla de posiciones
| Pos. | Equipo         | Pts. | PJ | G  | E  | P  | GF | GC | Dif. | Clasificación 2024-25                       |
| ---- | -------------- | ---- | -- | -- | -- | -- | -- | -- | ---- | ------------------------------------------- |
| 1    | RFS (C)        | 89   | 36 | 27 | 8  | 1  | 96 | 18 | +78  | Primera ronda de la Liga de Campeones       |
| 2    | Riga           | 88   | 36 | 27 | 7  | 2  | 89 | 21 | +68  | Segunda ronda de la Liga Europa Conferencia |
| 3    | Auda           | 58   | 36 | 16 | 10 | 10 | 44 | 39 | +5   | Primera ronda de la Liga Europa Conferencia |
| 4    | Valmiera       | 53   | 36 | 14 | 11 | 11 | 47 | 40 | +7   |                                             |
| 5    | Liepāja        | 51   | 36 | 14 | 9  | 13 | 52 | 54 | −2   | Primera ronda de la Liga Europa Conferencia |
| 6    | Jelgava        | 40   | 36 | 10 | 10 | 16 | 42 | 57 | −15  |                                             |
| 7    | Daugavpils     | 36   | 36 | 9  | 9  | 18 | 40 | 52 | −12  |                                             |
| 8    | Tukums         | 35   | 36 | 9  | 8  | 19 | 47 | 83 | −36  |                                             |
| 9    | Metta (O)      | 33   | 36 | 8  | 9  | 19 | 41 | 63 | −22  | Play-offs de promoción de categoría         |
| 10   | Super Nova (D) | 14   | 36 | 3  | 5  | 28 | 25 | 96 | −71  | Descenso a Primera Liga de Letonia 2024     |

 Fuente: Soccerway
Criterios de clasificación: Puntos · Enfrentamientos directos · Diferencia de goles · Goles a favor · Puntos fair-play · Play-off.
Notas:
1. ↑  Dado que los ganadores de la Copa de Letonia (Riga FC) se clasificaron según su posición en la liga consiguiendo de esta manera su plaza en la segunda ronda de la Liga Europa Conferencia, el segundo lugar de la primera ronda de clasificación de la competición pasó al equipo en cuarto lugar de la Virslīga.
2. 1 2  Al Valmiera se le negó la licencia de la UEFA. Como resultado, su lugar en la competición pasó al quinto clasificado, Liepāja

## Resultados
| Local \ Visitante | AUD | DAU | JEL | LIE | MLU | RIG | RFS | SNO | TUK | VAL |
| ----------------- | --- | --- | --- | --- | --- | --- | --- | --- | --- | --- |
| FK Auda           |     | 1–1 | 1–0 | 0–4 | 3–1 | 0–2 | 0–0 | 2–0 | 0–3 | 0–4 |
| Daugavpils        | 0–2 |     | 5–2 | 1–2 | 1–1 | 1–1 | 0–5 | 3–0 | 3–3 | 1–1 |
| Jelgava           | 0–0 | 2–1 |     | 2–1 | 2–1 | 1–3 | 0–2 | 2–0 | 2–2 | 2–0 |
| Liepāja           | 1–1 | 1–0 | 3–2 |     | 1–1 | 0–3 | 0–3 | 2–1 | 0–1 | 1–2 |
| Metta             | 0–2 | 3–2 | 0–1 | 1–1 |     | 0–2 | 0–0 | 4–1 | 3–2 | 0–1 |
| Riga              | 2–0 | 1–0 | 2–1 | 3–1 | 4–0 |     | 1–1 | 5–1 | 5–1 | 3–0 |
| RFS               | 2–0 | 3–1 | 4–0 | 2–0 | 5–0 | 0–0 |     | 2–1 | 1–0 | 2–1 |
| SK Super Nova     | 0–2 | 0–4 | 2–2 | 2–6 | 0–3 | 0–4 | 1–6 |     | 2–0 | 1–0 |
| Tukums 2000       | 2–2 | 1–0 | 2–0 | 0–3 | 1–2 | 0–2 | 1–7 | 3–2 |     | 0–0 |
| Valmiera          | 1–1 | 1–0 | 2–0 | 0–1 | 1–1 | 1–0 | 0–0 | 3–1 | 4–3 |     |

| Local \ Visitante | AUD | DAU | JEL | LIE | MLU | RIG | RFS | SNO | TUK | VAL |
| ----------------- | --- | --- | --- | --- | --- | --- | --- | --- | --- | --- |
| FK Auda           |     | 1–0 | 3–0 | 1–1 | 3–1 | 0–1 | 2–5 | 1–0 | 1–0 | 0–0 |
| Daugavpils        | 0–2 |     | 1–1 | 2–1 | 4–2 | 0–2 | 0–1 | 2–0 | 3–1 | 0–0 |
| Jelgava           | 0–2 | 0–0 |     | 3–2 | 2–3 | 1–3 | 0–1 | 2–2 | 2–0 | 0–1 |
| Liepāja           | 1–1 | 2–1 | 1–1 |     | 3–2 | 0–4 | 1–1 | 2–0 | 1–0 | 1–4 |
| Metta             | 0–1 | 0–0 | 0–1 | 1–1 |     | 1–3 | 0–6 | 0–1 | 1–1 | 4–1 |
| Riga              | 1–0 | 3–0 | 3–5 | 3–1 | 1–0 |     | 2–2 | 1–1 | 4–0 | 3–0 |
| RFS               | 3–0 | 3–1 | 1–0 | 3–1 | 1–0 | 0–0 |     | 5–0 | 7–0 | 3–0 |
| SK Super Nova     | 0–5 | 0–1 | 1–1 | 0–2 | 1–3 | 1–5 | 0–4 |     | 2–5 | 0–2 |
| Tukums 2000       | 2–2 | 3–0 | 0–0 | 1–2 | 1–1 | 0–6 | 4–5 | 1–0 |     | 3–2 |
| Valmiera          | 1–2 | 0–1 | 2–2 | 1–1 | 2–1 | 1–1 | 1–0 | 1–1 | 6–0 |     |

## Play-off por la permanencia
| Ida; 22 de noviembre de 2023 | Metta                                                                   | 6 – 1 | Skanste     | Estadio Daugava, Riga |  |
| 16:00 (UTC+1)                | Puzirevskis 12', 56' · Vapne 23' · Corréa 48' · Kamara 60' · Melnis 70' |       | Ivulans 24' |                       |  |

| Vuelta; 25 de noviembre de 2023 | Skanste | 1 – 2 (Global 2 – 8) | Metta | Estadio Skanstes, Riga |  |
| 12:00 (UTC+1)                   |         |                      |       |                        |  |

- Metta ganó 8–2 en el marcador global y permaneció en la Virslīga, Skanste en la Primera Liga de Letonia.

## Máximos goleadores
Actualizado el 11 de noviembre de 2023.
| Pos. | Jugador             | Club          | Goles |
| ---- | ------------------- | ------------- | ----- |
| 1    | Marko Regža         | Riga          | 19    |
| 2    | Jānis Ikaunieks     | RFS           | 15    |
| 3    | Andrej Ilić         | RFS           | 14    |
| 4    | Dodô                | Liepāja       | 13    |
| 5    | Reginaldo Ramires   | FK Auda       | 12    |
| 6    | Ismaël Diomandé     | RFS           | 11    |
| 7    | Jevgenijs Miņins    | SK Super Nova | 10    |
| 8    | Raivis Ķiršs        | Tukums 2000   | 9     |
| 8    | Valerijs Lizunovs   | Daugavpils    | 9     |
| 8    | Emerson Deocleciano | RFS           | 9     |
| 8    | Victor Osuagwu      | Jelgava       | 9     |